# 凯莱布·安蒂尔
凯莱布·安蒂尔（英語：Caleb Antill，1995年8月8日—），澳大利亚男子赛艇运动员。他曾代表澳大利亚参加2020年夏季奥林匹克运动会赛艇比赛，获得男子四人双桨铜牌。